# Лео Тіндеманс
Ле́о Ті́ндеманс (16 квітня 1922 , Звейндрехт (Бельгія), Антверпен  — 26 грудня 2014 , Едегем, Фламандський регіон ) (нід. Leonard Clemence Tindemans) — прем'єр-міністр Бельгії з 25 квітня 1974 до 20 жовтня 1978 року. Член партії Християнські демократи і фламандці. Депутат Європарламенту 1979–1981 та 1989–1999 років.

## Політична діяльність
Упродовж своєї тривалої політичної кар'єри Тіндеманс зберігав відданість консервативній Християнській народній партії (наприкінці XX століття партія почала називатись «Християнські демократи і фламандці»), популярній у північно-західній частині країни. Першим значним успіхом Тіндеманса стало його обрання на посаду мера міста Едегем, цю посаду він обіймав у 1965–1976 роках. У кількох кабінетах, сформованих його однопартійцями, обіймав міністерські посади:
- 1968–1972 — міністр у справах місцевого самоврядування;
- 1972–1973 — міністр у справах середнього і малого бізнесу, вільних професій та сільського господарства;
- 1973–1974 — віце-прем'єр та міністр фінансів, відповідальний за проведення інституційних реформ;
- 1981–1989 — міністр закордонних справ

Після виходу у відставку з посади голови уряду успішно балотувався до Європарламенту, здобувши 983 тисячі голосів.
Лео Тіндеманс брав активну участь у процесах європейської інтеграції. За свою діяльність 1976 року був нагороджений Міжнародною премією Карла Великого.

## Група Тіндеманса
У 1994–1995 роках сформувалась група з 48 політиків та громадських діячів Європейського Союзу, яка обговорювала перспективи інтеграції в ЄС держав Центральної та Східної Європи. Найвидатнішим учасником і формальним лідером цієї групи був Лео Тіндеманс. Група дискутувала з Міжурядовою конференцією (IGC), наполягаючи на необхідності отримати згоду жителів ЄС під час включення нових держав-учасниць. Маніфестом групи Тіндеманса став звіт «Європа: ваш вибір» («Europe: Your choice»), де було показано п'ять сценаріїв майбутнього розвитку Євросоюзу. На цьому діяльність групи було припинено.